# Rock Cup 2017-18
La Rock Cup 2017-18 fue la edición número 61 de la copa de fútbol de Gibraltar. Desde la edición anterior el torneo pasó a llamarse Gibtelecom Rock Cup por un contrato firmado entre la Asociación de Fútbol de Gibraltar y la empresa de telecomunicaciones Gibtelecom el 13 de diciembre de 2016. Al igual que la Rock Cup 2011-12, esta edición se jugó durante dos años; coincidiendo con la temporada de las ligas de Primera División y Segunda División.
El torneo empezó el 26 de noviembre de 2017 con los partidos de la primera ronda previa y terminó con la final el 27 de mayo de 2018. El ganador de la final se clasificó para jugar la Copa Pepe Reyes 2018 —Supercopa— contra el campeón de la Primera División de Gibraltar 2017-18.

## Sistema de competición
El torneo constó de cinco rondas, cada una de ellas se jugó por eliminación directa; todos los partidos se jugaron en el Estadio Victoria. Los nueve clubes de Segunda División pasaron por un sorteo previo para elegir a seis de ellos,  que empezaron en la primera ronda, mientras que los restantes tres avanzaron directamente a la segunda ronda. Los tres clasificados de la primera ronda más los tres clubes —de Segunda División— que avanzaron de manera directa se unieron a los 10 clubes de la Primera División para completar un total de 16 participantes en la segunda ronda. Los 16 clubes fueron emparejados, a través de un sorteo, en ocho llaves. Este sorteo determinó todos los emparejamientos de aquí en adelante por lo que fue el último que se realizó. Posteriormente los ocho ganadores de la segunda ronda jugaron las cuatro llaves de los cuartos de final, luego los ganadores jugaron las semifinales; y, finalmente, los ganadores de las semifinales jugaron la final. 
El ganador de la final se proclamó campeón y se clasificó para jugar la Copa Pepe Reyes contra el campeón de la Primera División de Gibraltar 2017-18. Si un solo club lograse ganar ambos torneos entonces la Copa Pepe Reyes  se jugará entre el campeón y el sebcampeón de la Primera División. 
|                  | Participantes    | Directamente clasificados                                | Provenientes de la ronda anterior                |
| ---------------- | ---------------- | -------------------------------------------------------- | ------------------------------------------------ |
| Primera ronda    | Seis clubes      | Seis clubes de Segunda División (designados por sorteo). |                                                  |
| Segunda ronda    | Dieciséis clubes | Tres clubes de Segunda División (designados por sorteo). | Tres clubes ganadores de la primera ronda.       |
| Segunda ronda    | Dieciséis clubes | Diez clubes de Primera División (todos).                 | Tres clubes ganadores de la primera ronda.       |
| Cuartos de final | Ocho clubes      |                                                          | Ocho clubes ganadores de la segunda ronda.       |
| Semifinales      | Cuatro clubes    |                                                          | Cuatro clubes ganadores de los cuartos de final. |
| Final            | Dos clubes       |                                                          | Dos clubes ganadores de las semifinales.         |

### Clasificación a torneos internacionales
Dada la subida de Gibraltar en el Ranking UEFA, la GFA cuenta con tres cupos para los torneos internacionales desde la temporada 2017-18, de los cuales dos se repartirán en la Primera División y el restante será asignado al campeón de la Rock Cup 2017-18:
| Método de clasificación        | Torneo al que clasifica                         |
| ------------------------------ | ----------------------------------------------- |
| Campeón de la Rock Cup 2017-18 | Primera ronda previa de la Liga Europa 2017-18. |

Si el campeón de la Rock Cup 2018 resulta ser, también, el campeón, o subcampeón, de la Primera División; entonces el tercer clasificado entrará en la primera ronda previa de la Liga Europa.

## Clubes participantes
En el torneo participan todos los clubes de fútbol que se encuentran activos esta temporada en Primera División y en Segunda División: diecinueve en total. Los participantes fueron divididos en dos rondas; seis empezaran en la primera ronda, mientras que los otros trece lo harán en la segunda ronda.
Se indica con (1) a los clubes que juegan en la Primera División de Gibraltar 2017-18, con (2) a los que juegan en la Segunda División de Gibraltar 2017-18 y con (C. V.) al campeón vigente.
| Segunda Ronda         | Segunda Ronda        | Segunda Ronda     | Segunda Ronda           |
| --------------------- | -------------------- | ----------------- | ----------------------- |
| Europa (1) (C. V.)    | Lincoln Red Imps (1) | Manchester 62 (1) | Hound Dogs (2)          |
| Gibraltar Phoenix (1) | Lions Gibraltar (1)  | Mons Calpe (1)    | Leo (2)                 |
| Gibraltar United (1)  | Lynx (1)             | St. Joseph's (1)  | Olympique Gibraltar (2) |
| Glacis United (1)     |                      |                   |                         |
| Primera Ronda         |                      |                   |                         |
| Angels (2)            | Bruno's Magpies (2)  | College 1975 (2)  | Europa Point (2)        |
| Boca Juniors (2)      | Cannons (2)          |                   |                         |

## Primera Ronda
Previo al sorteo de los emparejamientos de la primera ronda, se celebró un sorteo para determinar a tres equipos de Segunda División que ganaron el privilegio de avanzar de manera directa a la segunda ronda. Tras el sorteo Leo, Hound Dogs y Olympique Gibraltar se garantizaron empezar de manera directa en la segunda ronda. en a Este sorteo y el sorteo de los emparejamientos se celebró el 26 de octubre de 2017.
| Equipo 1            | Resultado | Equipo 2         | Fecha                    | Estadio          |
| ------------------- | --------- | ---------------- | ------------------------ | ---------------- |
| College 1975 (2)    | 1 − 3     | Europa Point (2) | 26 de noviembre de 2017. | Estadio Victoria |
| Boca Juniors (2)    | 0 − 2     | Cannons (2)      | 27 de noviembre de 2017. | Estadio Victoria |
| Bruno's Magpies (2) | 3 − 1     | Angels (2)       | 28 de noviembre de 2017. | Estadio Victoria |

| 26 de noviembre de 2017   | College 1975 (2) | 1 − 3 | Europa Point (2)    | Estadio Victoria, Gibraltar |
| Hora: 16:30 (UTC+1)       |                  | Goles |                     | Árbitro: Denis Perez.       |
|                           |                  | 0 − 1 | 32' Edwards-Wilks   |                             |
|                           |                  | 0 − 2 | 52' López Blázquez  |                             |
|                           | David Cruz 78'   | 1 − 2 |                     |                             |
|                           |                  | 1 − 3 | 89' Antonio Postigo |                             |
| Reporte: es.soccerway.com |                  |       |                     |                             |

| 27 de noviembre de 2017   | Boca Juniors (2) | 0 − 2 | Cannons (2)            | Estadio Victoria, Gibraltar |
| Hora: 20:30 (UTC+1)       |                  | Goles |                        | Árbitro: Abdul El Yettefti. |
|                           |                  | 0 − 1 | 9' Jiménez Falcón      |                             |
|                           |                  | 0 − 2 | 39' Javier Rivas Durán |                             |
| Reporte: es.soccerway.com |                  |       |                        |                             |

| 28 de noviembre de 2017   | Bruno's Magpies (2)    | 3 − 1 | Angels (2)            | Estadio Victoria, Gibraltar |
| Hora: 18:15 (UTC+1)       |                        | Goles |                       | Árbitro: Álvaro Delgado.    |
|                           | Fernando Cuesta 17'    | 1 − 0 |                       |                             |
|                           | Reece Price-Placid 35' | 2 − 0 |                       |                             |
|                           |                        | 2 − 1 | 38' José María Martos |                             |
|                           | Fernando Cuesta 75'    | 3 − 1 |                       |                             |
| Reporte: es.soccerway.com |                        |       |                       |                             |

## Segunda ronda
El sorteo de los partidos de la segunda ronda se celebró el 13 de diciembre de 2017. Todos los partidos se jugaron en febrero de 2018.
| Equipo 1                | Resultado          | Equipo 2              | Fecha                  | Estadio          |
| ----------------------- | ------------------ | --------------------- | ---------------------- | ---------------- |
| Mons Calpe (1)          | 4 − 1              | Lions Gibraltar (1)   | 6 de febrero de 2018.  | Estadio Victoria |
| Gibraltar United (1)    | 3 − 1              | Manchester 62 (1)     | 7 de febrero de 2018.  | Estadio Victoria |
| Cannons (2)             | 2 − 0              | Hound Dogs (2)        | 7 de febrero de 2018.  | Estadio Victoria |
| Olympique Gibraltar (2) | 2 − 2 (4 − 3) pen. | Europa Point (2)      | 8 de febrero de 2018.  | Estadio Victoria |
| Lynx (1)                | 0 − 2              | Europa (1)            | 19 de febrero de 2018. | Estadio Victoria |
| Lincoln Red Imps (1)    | 3 − 0              | Glacis United (1)     | 20 de febrero de 2018. | Estadio Victoria |
| Bruno's Magpies (2)     | 1 − 2              | Gibraltar Phoenix (1) | 26 de febrero de 2018. | Estadio Victoria |
| St. Joseph's (1)        | 3 − 0              | Leo (2)               | 27 de febrero de 2018. | Estadio Victoria |

| 6 de febrero de 2018 (Serie 7) | Mons Calpe (1)          | 4 − 1 | Lions Gibraltar (1) | Estadio Victoria, Gibraltar |
| Hora: 20:30 (UTC+1)            |                         | Goles |                     | Árbitro: Herbert Warwick.   |
|                                | Rubén Blanco 52'        | 1 − 0 |                     |                             |
|                                | Rubén Blanco 71'        | 2 − 0 |                     |                             |
|                                |                         | 2 − 1 | 52' Juan Llaves     |                             |
|                                | Rubén Blanco 74'        | 3 − 1 |                     |                             |
|                                | Rubén Blanco (pen.) 81' | 4 − 1 |                     |                             |
| Reporte: es.soccerway.com      |                         |       |                     |                             |

| 7 de febrero de 2018 (Serie 2) | Cannons (2)        | 2 − 0 | Hound Dogs (2) | Estadio Victoria, Gibraltar |
| Hora: 18:15 (UTC+1)            |                    | Goles |                | Árbitro: Juan Miguel Vega.  |
|                                | Pineda Sanjuán 17' | 1 − 0 |                |                             |
|                                | J. Rivas Durán 83' | 2 − 0 |                |                             |
| Reporte: es.soccerway.com      |                    |       |                |                             |

| 7 de febrero de 2018 (Serie 4) | Gibraltar United (1)     | 3 − 1 | Manchester 62 (1)    | Estadio Victoria, Gibraltar |
| Hora: 20:30 (UTC+1)            |                          | Goles |                      | Árbitro: Yaroslaff Borg.    |
|                                | Ayman Elghobashy 4'      | 1 − 0 |                      |                             |
|                                | Ríos Meireles 18'        | 2 − 0 |                      |                             |
|                                | Ponce de León García 53' | 3 − 0 |                      |                             |
|                                |                          | 3 − 1 | 52' Rodríguez Gálvez |                             |
| Reporte: es.soccerway.com      |                          |       |                      |                             |

| 8 de febrero de 2018 (Serie 3) | Olympique Gibraltar (2) | 2 − 2 (4 − 3) | Europa Point (2)          | Estadio Victoria, Gibraltar |
| Hora: 20:30 (UTC+1)            |                         | Goles         |                           | Árbitro: Álvaro Delgado.    |
|                                | Scott Ritchie 23'       | 1 − 0         |                           |                             |
|                                |                         | 1 − 1         | 28' Christian Nuñez       |                             |
|                                |                         | 1 − 2         | 83' Antonio Campoy (pen.) |                             |
|                                | Kyle Casciaro 90'       | 2 − 2         |                           |                             |
|                                |                         | Penales       |                           |                             |
|                                |                         | 0 − 1         | Iván Ruiz                 |                             |
|                                | Robert Montovio         | 1 − 1         |                           |                             |
|                                |                         | 1 − 2         | Díaz Gallego              |                             |
|                                | Kyle Casciaro           | 2 − 2         |                           |                             |
|                                |                         | 2 − 2         | Sabastro                  |                             |
|                                | Rodríguez               | 2 − 2         |                           |                             |
|                                |                         | 2 − 2         | Christian Nuñez           |                             |
|                                | Parker                  | 3 − 2         |                           |                             |
|                                |                         | 3 − 3         | Serrano                   |                             |
|                                | Jordan Perez            | 4 − 3         |                           |                             |
| Reporte: es.soccerway.com      |                         |               |                           |                             |

| 19 de febrero de 2018 (Serie 5) | Lynx (1) | 0 − 2 | Europa (1)           | Estadio Victoria, Gibraltar |
| Hora: 20:30 (UTC+1)             |          | Goles |                      | Árbitro:                    |
|                                 |          | 0 − 1 | 10' Guillermo Roldán |                             |
|                                 |          | 0 − 2 | 14' Guillermo Roldán |                             |
| Reporte: es.soccerway.com       |          |       |                      |                             |

| 20 de febrero de 2018 (Serie 1) | Lincoln Red Imps (1) | 3 − 0 | Glacis United (1)           | Estadio Victoria, Gibraltar |
| Hora: 20:30 (UTC+1)             |                      | Goles |                             | Árbitro:                    |
|                                 |                      | 1 − 0 | 10' Juan José Pérez (a. g.) |                             |
|                                 | Antonio Calderón 24' | 2 − 0 |                             |                             |
|                                 | De Barr 90'          | 3 − 0 |                             |                             |
| Reporte: es.soccerway.com       |                      |       |                             |                             |

| 26 de febrero de 2018 (Serie 6) | Bruno's Magpies (2) | 1 − 2 | Gibraltar Phoenix (1) | Estadio Victoria, Gibraltar |
| Hora: 20:30 (UTC+1)             |                     | Goles |                       | Árbitro:                    |
|                                 | Gaul 11'            | 1 − 0 |                       |                             |
|                                 |                     | 1 − 1 | 12' Godoy             |                             |
|                                 |                     | 1 − 2 | 65' Godoy             |                             |
| Reporte: es.soccerway.com       |                     |       |                       |                             |

| 27 de febrero de 2018 (Serie 8) | St. Joseph's (1)            | 3 − 0 | Leo (2) | Estadio Victoria, Gibraltar |
| Hora: 20:30 (UTC+1)             |                             | Goles |         | Árbitro:                    |
|                                 | Villalba (pen.) 4'          | 1 − 0 |         |                             |
|                                 | Ferrer 19'                  | 2 − 0 |         |                             |
|                                 | John Paul-Duarte (pen.) 70' | 3 − 0 |         |                             |
| Reporte: es.soccerway.com       |                             |       |         |                             |

## Cuartos de final
| Equipo 1                | Resultado | Equipo 2              | Fecha        | Estadio          |
| ----------------------- | --------- | --------------------- | ------------ | ---------------- |
| Lincoln Red Imps (1)    | 2 − 0     | Cannons (2)           | 11 de marzo. | Estadio Victoria |
| Olympique Gibraltar (2) | 0 − 6     | Gibraltar United (1)  | 11 de marzo. | Estadio Victoria |
| Mons Calpe (1)          | 2 − 1     | St. Joseph's (1)      | 18 de marzo. | Estadio Victoria |
| Europa (1)              | 5 − 0     | Gibraltar Phoenix (1) | 9 de abril.  | Estadio Victoria |

| 11 de marzo de 2018       | Lincoln Red Imps (1) | [ 2 − 0] | Cannons (2) | Estadio Victoria, Gibraltar |
| Hora: 16:30 (UTC+1)       |                      | Goles    |             | Árbitro: Jason Barcelo.     |
|                           | Anthony Bardon 63'   | 1 − 0    |             |                             |
|                           | Rafael Aranda 72'    | 2 − 0    |             |                             |
| Reporte: es.soccerway.com |                      |          |             |                             |

| 11 de marzo de 2018       | Olympique Gibraltar (2) | 0 − 6 | Gibraltar United (1) | Estadio Victoria, Gibraltar |
| Hora: 19:00 (UTC+1)       |                         | Goles |                      | Árbitro: Yaroslaff Borg.    |
|                           |                         | 0 − 1 | 20' Michael Negrete  |                             |
|                           |                         | 0 − 2 | 27' Michael Negrete  |                             |
|                           |                         | 0 − 3 | 52' Ayman Elghobashy |                             |
|                           |                         | 0 − 4 | 57' Ayman Elghobashy |                             |
|                           |                         | 0 − 5 | 72' Tito de Torres   |                             |
|                           |                         | 0 − 6 | 74' Cecil Prescot    |                             |
| Reporte: es.soccerway.com |                         |       |                      |                             |

| 18 de marzo de 2018       | Mons Calpe (1)    | 2 − 1 | St. Joseph's (1) | Estadio Victoria, Gibraltar |
| Hora: 20:30 (UTC+1)       |                   | Goles |                  | Árbitro: Yaroslaff Borg.    |
|                           | Pablo Pereira 36' | 1 − 0 |                  |                             |
|                           |                   | 1 − 1 | 87' J. P. Duarte |                             |
|                           | Pablo Pereira 90' | 2 − 1 |                  |                             |
| Reporte: es.soccerway.com |                   |       |                  |                             |

| 9 de abril de 2018        | Europa (1)           | 5 − 0 | Gibraltar Phoenix (1) | Estadio Victoria, Gibraltar |
| Hora: 20:30 (UTC+1)       |                      | Goles |                       | Árbitro: Abdul El Yettefti. |
|                           | Enrique Careño 32'   | 1 − 0 |                       |                             |
|                           | Martín Belfortti 40' | 2 − 0 |                       |                             |
|                           | Enrique Gómez 63'    | 3 − 0 |                       |                             |
|                           | Antonio García 71'   | 4 − 0 |                       |                             |
|                           | Enrique Gómez 89'    | 5 − 0 |                       |                             |
| Reporte: es.soccerway.com |                      |       |                       |                             |

## Semifinales
El sorteo de las semifinales se realizó el 11 de abril de 2018.
| Equipo 1             | Resultado | Equipo 2       | Fecha        | Estadio          |
| -------------------- | --------- | -------------- | ------------ | ---------------- |
| Gibraltar United (1) | 0 − 5     | Mons Calpe (1) | 23 de abril. | Estadio Victoria |
| Lincoln Red Imps (1) | 0 − 3     | Europa (1)     | 24 de abril. | Estadio Victoria |

| 23 de abril de 2018       | Gibraltar United (1) | −     | Mons Calpe (1) | Estadio Victoria, Gibraltar |
| Hora: 19:30 (UTC+1)       |                      | Goles |                | Árbitro:                    |
|                           |                      | −     |                |                             |
|                           |                      | −     |                |                             |
|                           |                      | −     |                |                             |
| Reporte: es.soccerway.com |                      |       |                |                             |

| 24 de abril de 2018       | Lincoln Red Imps (1) | −     | Europa (1) | Estadio Victoria, Gibraltar |
| Hora: 19:30 (UTC+1)       |                      | Goles |            | Árbitro:                    |
|                           |                      | −     |            |                             |
|                           |                      | −     |            |                             |
|                           |                      | −     |            |                             |
| Reporte: es.soccerway.com |                      |       |            |                             |

## Final
| Europa | Mons Calpe |
| 2      | 1          |
| ------ | ---------- |

| 27 de mayo, 18:00 (HCE) — Estadio Victoria, Gibraltar |
| ----------------------------------------------------- |

| 1         | Javi Muñoz (P) (C)     | 22   | Mateo Grasso (P)     |
| 5         | Ibrahim Ayew           | 2    | André Dos Santos     |
| 22        | Martín Belforti        | 5    | Francisco Zúñiga     |
| 42        | Alberto Merino         | 6    | Renan Bernardes      |
| 11        | Antonio García Montero | 24   | Federico Villar      |
| 17        | Guillermo Roldán       | 11   | Jonathan Di Toro     |
| 6         | Iván Moya              | 3    | Graeme Torrilla      |
| 20        | Mustafa Yahaya         | 7    | Manu Onega           |
| 8         | Álex Quillo 82'        | 39   | Pibe 60'             |
| 9         | Kike Gómez 78'         | 10   | Facundo Cascio       |
| 19        | Mikey Yome 60'         | 9    | Rubo Blanco (C)      |
| Ent.      | Juan José Gallardo     | Ent. | Luis Manuel Blanco   |
| Suplentes |                        |      |                      |
| 26        | José Cámara (P)        | 17   | Nicky Arjona (P)     |
| 2         | Ethan Jolley 60'       | 4    | Leonardo Vela        |
| 7         | Sykes Garro            | 8    | Sacha Funes          |
| 24        | Joselinho              | 18   | Nahuel Ruiz          |
| 10        | Jorge Pina Roldán      | 20   | Julio Bado           |
| 21        | Ñito Gónzalez 82'      | 21   | Rodrigo Cerrilla 60' |
| 27        | Enrique Carreño 78'    | 29   | Jansen Dalli         |

| Goles      | Goles   | Goles | Goles | Goles |
| ---------- | ------- | ----- | ----- | ----- |
| Kike Gómez | 6', 75' | –     | 46'   | Pibe  |

| Amonestaciones                                          | Amonestaciones                                    | Amonestaciones                                                            | Amonestaciones                                                            |
| ------------------------------------------------------- | ------------------------------------------------- | ------------------------------------------------------------------------- | ------------------------------------------------------------------------- |
| Ibrahim Ayew Guillermo Roldán Iván Moya Enrique Carreño | Amonestado · Amonestado · Amonestado · Amonestado | Amonestado · Amonestado · Amonestado · Amonestado · Expulsado · Expulsado | Mateo Grasso Francisco Zúñiga Renan Bernardes Manu Onega André Dos Santos |

| Árbitros          | Árbitros        |
| ----------------- | --------------- |
| Principal         | Bandera de ?    |
| Primer asistente  | Denis Perez     |
| Segundo asistente | Álvaro Delgado  |
| Tercer asistente  | Bandera de ?    |
| Cuarto asistente  | Bandera de ?    |
| Quinto asistente  | Bandera de ?    |
| Cuarto árbitro    | Herbert Warwick |
| Observador        | Bandera de ?    |

| Europa | Mons Calpe |
| 2      | 1          |
| ------ | ---------- |

| 27 de mayo, 18:00 (HCE) — Estadio Victoria, Gibraltar |
| ----------------------------------------------------- |

| 1         | Javi Muñoz (P) (C)     | 22   | Mateo Grasso (P)     |
| 5         | Ibrahim Ayew           | 2    | André Dos Santos     |
| 22        | Martín Belforti        | 5    | Francisco Zúñiga     |
| 42        | Alberto Merino         | 6    | Renan Bernardes      |
| 11        | Antonio García Montero | 24   | Federico Villar      |
| 17        | Guillermo Roldán       | 11   | Jonathan Di Toro     |
| 6         | Iván Moya              | 3    | Graeme Torrilla      |
| 20        | Mustafa Yahaya         | 7    | Manu Onega           |
| 8         | Álex Quillo 82'        | 39   | Pibe 60'             |
| 9         | Kike Gómez 78'         | 10   | Facundo Cascio       |
| 19        | Mikey Yome 60'         | 9    | Rubo Blanco (C)      |
| Ent.      | Juan José Gallardo     | Ent. | Luis Manuel Blanco   |
| Suplentes |                        |      |                      |
| 26        | José Cámara (P)        | 17   | Nicky Arjona (P)     |
| 2         | Ethan Jolley 60'       | 4    | Leonardo Vela        |
| 7         | Sykes Garro            | 8    | Sacha Funes          |
| 24        | Joselinho              | 18   | Nahuel Ruiz          |
| 10        | Jorge Pina Roldán      | 20   | Julio Bado           |
| 21        | Ñito Gónzalez 82'      | 21   | Rodrigo Cerrilla 60' |
| 27        | Enrique Carreño 78'    | 29   | Jansen Dalli         |

| Goles      | Goles   | Goles | Goles | Goles |
| ---------- | ------- | ----- | ----- | ----- |
| Kike Gómez | 6', 75' | –     | 46'   | Pibe  |

| Amonestaciones                                          | Amonestaciones                                    | Amonestaciones                                                            | Amonestaciones                                                            |
| ------------------------------------------------------- | ------------------------------------------------- | ------------------------------------------------------------------------- | ------------------------------------------------------------------------- |
| Ibrahim Ayew Guillermo Roldán Iván Moya Enrique Carreño | Amonestado · Amonestado · Amonestado · Amonestado | Amonestado · Amonestado · Amonestado · Amonestado · Expulsado · Expulsado | Mateo Grasso Francisco Zúñiga Renan Bernardes Manu Onega André Dos Santos |

| Árbitros          | Árbitros        |
| ----------------- | --------------- |
| Principal         | Bandera de ?    |
| Primer asistente  | Denis Perez     |
| Segundo asistente | Álvaro Delgado  |
| Tercer asistente  | Bandera de ?    |
| Cuarto asistente  | Bandera de ?    |
| Quinto asistente  | Bandera de ?    |
| Cuarto árbitro    | Herbert Warwick |
| Observador        | Bandera de ?    |

| Europa | Mons Calpe |
| 2      | 1          |
| ------ | ---------- |

| 27 de mayo, 18:00 (HCE) — Estadio Victoria, Gibraltar |
| ----------------------------------------------------- |

| 1         | Javi Muñoz (P) (C)     | 22   | Mateo Grasso (P)     |
| 5         | Ibrahim Ayew           | 2    | André Dos Santos     |
| 22        | Martín Belforti        | 5    | Francisco Zúñiga     |
| 42        | Alberto Merino         | 6    | Renan Bernardes      |
| 11        | Antonio García Montero | 24   | Federico Villar      |
| 17        | Guillermo Roldán       | 11   | Jonathan Di Toro     |
| 6         | Iván Moya              | 3    | Graeme Torrilla      |
| 20        | Mustafa Yahaya         | 7    | Manu Onega           |
| 8         | Álex Quillo 82'        | 39   | Pibe 60'             |
| 9         | Kike Gómez 78'         | 10   | Facundo Cascio       |
| 19        | Mikey Yome 60'         | 9    | Rubo Blanco (C)      |
| Ent.      | Juan José Gallardo     | Ent. | Luis Manuel Blanco   |
| Suplentes |                        |      |                      |
| 26        | José Cámara (P)        | 17   | Nicky Arjona (P)     |
| 2         | Ethan Jolley 60'       | 4    | Leonardo Vela        |
| 7         | Sykes Garro            | 8    | Sacha Funes          |
| 24        | Joselinho              | 18   | Nahuel Ruiz          |
| 10        | Jorge Pina Roldán      | 20   | Julio Bado           |
| 21        | Ñito Gónzalez 82'      | 21   | Rodrigo Cerrilla 60' |
| 27        | Enrique Carreño 78'    | 29   | Jansen Dalli         |

| Goles      | Goles   | Goles | Goles | Goles |
| ---------- | ------- | ----- | ----- | ----- |
| Kike Gómez | 6', 75' | –     | 46'   | Pibe  |

| Amonestaciones                                          | Amonestaciones                                    | Amonestaciones                                                            | Amonestaciones                                                            |
| ------------------------------------------------------- | ------------------------------------------------- | ------------------------------------------------------------------------- | ------------------------------------------------------------------------- |
| Ibrahim Ayew Guillermo Roldán Iván Moya Enrique Carreño | Amonestado · Amonestado · Amonestado · Amonestado | Amonestado · Amonestado · Amonestado · Amonestado · Expulsado · Expulsado | Mateo Grasso Francisco Zúñiga Renan Bernardes Manu Onega André Dos Santos |

| Árbitros          | Árbitros        |
| ----------------- | --------------- |
| Principal         | Bandera de ?    |
| Primer asistente  | Denis Perez     |
| Segundo asistente | Álvaro Delgado  |
| Tercer asistente  | Bandera de ?    |
| Cuarto asistente  | Bandera de ?    |
| Quinto asistente  | Bandera de ?    |
| Cuarto árbitro    | Herbert Warwick |
| Observador        | Bandera de ?    |

| Europa | Mons Calpe |
| 2      | 1          |
| ------ | ---------- |

| 27 de mayo, 18:00 (HCE) — Estadio Victoria, Gibraltar |
| ----------------------------------------------------- |

| 1         | Javi Muñoz (P) (C)     | 22   | Mateo Grasso (P)     |
| 5         | Ibrahim Ayew           | 2    | André Dos Santos     |
| 22        | Martín Belforti        | 5    | Francisco Zúñiga     |
| 42        | Alberto Merino         | 6    | Renan Bernardes      |
| 11        | Antonio García Montero | 24   | Federico Villar      |
| 17        | Guillermo Roldán       | 11   | Jonathan Di Toro     |
| 6         | Iván Moya              | 3    | Graeme Torrilla      |
| 20        | Mustafa Yahaya         | 7    | Manu Onega           |
| 8         | Álex Quillo 82'        | 39   | Pibe 60'             |
| 9         | Kike Gómez 78'         | 10   | Facundo Cascio       |
| 19        | Mikey Yome 60'         | 9    | Rubo Blanco (C)      |
| Ent.      | Juan José Gallardo     | Ent. | Luis Manuel Blanco   |
| Suplentes |                        |      |                      |
| 26        | José Cámara (P)        | 17   | Nicky Arjona (P)     |
| 2         | Ethan Jolley 60'       | 4    | Leonardo Vela        |
| 7         | Sykes Garro            | 8    | Sacha Funes          |
| 24        | Joselinho              | 18   | Nahuel Ruiz          |
| 10        | Jorge Pina Roldán      | 20   | Julio Bado           |
| 21        | Ñito Gónzalez 82'      | 21   | Rodrigo Cerrilla 60' |
| 27        | Enrique Carreño 78'    | 29   | Jansen Dalli         |

| Goles      | Goles   | Goles | Goles | Goles |
| ---------- | ------- | ----- | ----- | ----- |
| Kike Gómez | 6', 75' | –     | 46'   | Pibe  |

| Amonestaciones                                          | Amonestaciones                                    | Amonestaciones                                                            | Amonestaciones                                                            |
| ------------------------------------------------------- | ------------------------------------------------- | ------------------------------------------------------------------------- | ------------------------------------------------------------------------- |
| Ibrahim Ayew Guillermo Roldán Iván Moya Enrique Carreño | Amonestado · Amonestado · Amonestado · Amonestado | Amonestado · Amonestado · Amonestado · Amonestado · Expulsado · Expulsado | Mateo Grasso Francisco Zúñiga Renan Bernardes Manu Onega André Dos Santos |

| Árbitros          | Árbitros        |
| ----------------- | --------------- |
| Principal         | Bandera de ?    |
| Primer asistente  | Denis Perez     |
| Segundo asistente | Álvaro Delgado  |
| Tercer asistente  | Bandera de ?    |
| Cuarto asistente  | Bandera de ?    |
| Quinto asistente  | Bandera de ?    |
| Cuarto árbitro    | Herbert Warwick |
| Observador        | Bandera de ?    |

## Goleadores
A continuación se muestra una lista con los máximos goleadores del torneo de acuerdo a la página web oficial (gibraltarfa.com).
- Actualizado el 14 de marzo de 2018.

| Pos. | Jugador            | Equipo     | Goles |
| ---- | ------------------ | ---------- | ----- |
| 1    | Enrique Gómez      | Europa     | 6     |
| 1    | Rubén Blanco       | Mons Calpe | 6     |
| 2    | Juan Pablo Pereira | Mons Calpe | 5     |